# Metin Arditi
Pour les articles homonymes, voir Arditi.
Metin Arditi, né le 2 février 1945 à Ankara, est un écrivain, homme d'affaires et mécène suisse, d’origine turque séfarade.

## Biographie

### Origines et famille
Metin Arditi naît le 2 février 1945 à Ankara, en Turquie. Il passe son enfance à Istanbul, avec sa sœur.
Son père, Dario Arditi, issu d'une famille juive séfarade installée en Turquie depuis le début du XXe siècle, est un négociant, notamment importateur des balances Mettler,. Il est l'un des chefs des jeunesses socialistes autrichiennes dans l'entre-deux-guerres.
L'acteur français Pierre Arditi est l'un de ses lointains cousins, de même que l'écrivain britannique Elias Canetti.
Marié et père de deux filles, il habite à Genève. Il obtient la nationalité suisse en 1968.

### Études
Il quitte la Turquie pour la Suisse à l’âge de 7 ans. Après onze années passées dans un internat, à Paudex et Lausanne, il étudie à l’École polytechnique fédérale de Lausanne, où il obtient un diplôme en physique et un diplôme de troisième cycle en génie atomique. Il y a notamment Bernard Vittoz comme professeur de physique. Il poursuit ses études à l’université Stanford.

### Activités professionnelles et culturelles
Il se lance dans le négoce en 1972, puis fonde une société d'investissements immobiliers à son nom.
De 2000 à 2013, il est président de l'Orchestre de la Suisse romande. Il est également membre du conseil stratégique de l’École polytechnique fédérale de Lausanne où, au fil des ans, il a enseigné la physique (assistant du professeur Mercier), l'économie et la gestion (comme chargé de cours) et l'écriture romanesque (en tant que professeur invité).

## Fondations
En 1988, il crée la Fondation Arditi, qui attribue une quinzaine de prix annuels aux diplômés de l'université de Genève et de l'École polytechnique fédérale de Lausanne. La Fondation Arditi a racheté et offert à l'Université de Genève le Cinéma Manhattan, une salle avant-gardiste classée Monument historique et désormais appelée Auditorium Fondation Arditi[réf. nécessaire]. Il est le fondateur en 2009 et le coprésident (avec Elias Sanbar) de la fondation « Les Instruments de la Paix-Genève », qui favorise l’éducation musicale, des enfants de Palestine et d'Israël.
En 2014, il crée et préside la « Fondation Arditi pour le dialogue interculturel », qui organise des concours d’écriture romanesque entre étudiants israéliens juifs et arabes. Les participants doivent écrire une fiction dans laquelle ils se mettent dans la peau de l’autre. À ce jour, plus de mille textes ont été soumis et plus d’une trentaine de prix ont été remis. Un concours similaire a été organisé entre universités turques et arméniennes, projet provisoirement arrêté du fait de l’état d’urgence décrété en Turquie.
Il a présidé la commission de construction du musée Martin Bodmer, à Cologny. Il est membre du conseil de la Fondation du Conservatoire de musique de Genève. Depuis 2016, il préside la fondation Pôle autisme, active dans la recherche, le diagnostic précoce, la thérapie précoce et la formation.

## UNESCO
En décembre 2012, Metin Arditi est nommé par l'UNESCO ambassadeur de bonne volonté,. En juin 2014, l'UNESCO l'a nommé envoyé spécial, puis, en 2017, ambassadeur honoraire.

## Écriture
Auteur d’essais, de récits, de pièces et de romans, Metin Arditi est un écrivain de l’intime, dont tous les livres traitent des mêmes thèmes : la difficulté de la filiation, la solitude et l’exil,.
De 2016 à 2019, il tient une chronique hebdomadaire dans La Croix. Depuis le 3 février 2025, il tient, tous les lundis, une chronique hebdomadaire intitulée «Cavalier seul» dans le quotidien suisse Le Temps.

## Œuvres

### Romans
- Metin Arditi, Victoria-Hall, Paris, Pauvert, 2004.
- Metin Arditi, Dernière lettre à Théo, Arles, éditions Actes Sud, 2005.
- Metin Arditi, La Pension Marguerite, Arles, éditions Actes Sud, 2006.
- Metin Arditi, L’Imprévisible, Arles, éditions Actes Sud, 2006.
- Metin Arditi, La Fille des Louganis, Arles, éditions Actes Sud, 2007.
- Metin Arditi, Loin des bras, Arles, éditions Actes Sud, 2009.
- Metin Arditi, Le Turquetto, Arles, éditions Actes Sud, 2011[28].
- Metin Arditi, Prince d’orchestre, Arles, éditions Actes Sud, 2012[29].
- Metin Arditi, La Confrérie des moines volants, Paris, éditions Grasset, 2013[30].
- Metin Arditi, Juliette dans son bain, Paris, éditions Grasset, 2015[31].
- Metin Arditi, L'Enfant qui mesurait le monde, Paris, éditions Grasset, 2016[32].
- Metin Arditi, Mon père sur mes épaules, Paris, éditions Grasset, 2017[33].
- Metin Arditi, Carnaval noir, Paris, éditions Grasset, 2018[8].
- Metin Arditi, Rachel et les siens, Paris, éditions Grasset, 2020, 504 p. (ISBN 978-2-2468-2599-9)[34],[35],[36]
- Metin Arditi, L'homme qui peignait les âmes, Paris, éditions Grasset, 2021, 292 p. (ISBN 978-2-246-82395-7)[37],[38]
- Metin Arditi, Tu seras mon père, Paris, éditions Grasset, 27 avril 2022, 368 p. (ISBN 978-2-246-82931-7, lire en ligne).
- Metin Arditi, Le Bâtard de Nazareth, Paris, éditions Grasset, mars 2023, 198 p.  (ISBN 978-2-246-83435-9)
- Metin Arditi, L'île de la française, Paris, éditions Grasset, mars 2024, 234 p.  (ISBN 978-2-246-83245-4)[39]
- Metin Arditi, Le danseur oriental , Paris, éditions Grasset, mars 2025, 400 p.[40]

### Récits
- Metin Arditi, Jonction, Munich, K.G. Saur Verlag, 2001.
- Metin Arditi, La Chambre de Vincent, Genève, éditions Zoé, 2002.

### Essais
- Metin Arditi, Mon Cher Jean… de la cigale à la fracture sociale, Genève, éditions Zoé, 1997.
- Metin Arditi, La Fontaine, fabuliste infréquentable, Château-Thierry, éditions Le Fablier, 1998.
- Metin Arditi, Le Mystère Machiavel, Genève, éditions Zoé, 1999.
- Metin Arditi, Nietzsche ou l'insaisissable consolation, Genève, éditions Zoé, 2000.
- Metin Arditi, Dictionnaire amoureux de la Suisse, Paris, éditions Plon, 2017[41].
- Metin Arditi, Dictionnaire amoureux de l'Esprit français, Paris, éditions Plon-Grasset, 2019[42],[43].
- Metin Arditi, Dictionnaire amoureux d'Istanbul, Paris, éditions Plon-Grasset, 2022[44],[45].
- Metin Arditi, Comment je suis devenu juif en dix leçons (avant de virer parano), Genève, éditions Georg, 2024

## Pièces
- 2020 : Freud, les démons – lu par Metin Arditi sur Espace 2, émission Figure libre, 2e partie (après env.1h20 d'écoute), tous les jours du 31 août au 4 septembre 2020[46]

## Prix littéraires
- 2004 : Prix du Premier roman de Sablet
- 2006 : Prix Lipp Suisse
- 2007 : Prix des auditeurs de la RTS[47]
- 2007 : Prix Version Femina- Virgin Megastore. Prix de l’Office Central des Bibliothèques, Prix Ronsard des Lycéens
- 2011 : Prix Jean-Giono, Prix de l'Académie de Bretagne, Prix de l'Académie romande, Prix des libraires de Nancy – Le Point[48], Prix Paroles et Plumes, Prix Millepages, Prix Page des Libraires, Prix Culture et Bibliothèques pour tous, Prix Casanova, Prix Alberto-Benveniste, Prix Océanes, Prix du Lycée Français de New York[49]
- 2012 : Prix du public de l'Algue d'or (Saint-Briac-sur-Mer, France)
- 2016 : Prix Albert Bichot
- 2017 : Liste Goncourt, le choix de l'Italie, Prix Méditerranée, Prix du Cercle Interallié, Prix Littéraire Richelieu de la Francophonie, Prix des lecteurs de Points-Seuil, Festival des Littératures européennes de Cognac : prix des lecteurs
- 2018 : Prix La racine des mots est-elle carrée ?, décerné par des lycéens à une œuvre alliant mathématiques et littérature pour L'enfant qui mesurait le monde
- 2019 : Prix du Livre de l'Art de Vivre Parisien[50]
- 2021 : Finaliste du prix du roman métis des lecteurs[51]
- 2022 - Prix littéraire Guy Bedouelle pour L’homme qui peignait les âmes[52]

## Sélections
Prix Goncourt - Prix Médicis - Prix Renaudot - Goncourt des Lycéens - Grand Prix du roman de l'Académie française - Prix Jean Freustié 

## Membre du jury
- Prix du Salon du Livre de Genève[53] (jusqu’en 2017), président
- Prix Mémoire Albert-Cohen[54] (jusqu’en 2017), président
- Prix Casanova[55] (à partir de 2012)
- Prix Méditerranée[56] (à partir de 2017)
- Prix Jean Giono[57] (à partir de 2017)
- Prix des Écrivains du Sud[58] (à partir de 2017), président
- Prix Constantinople[59] (à partir de 2022), fondateur et président. Ce prix littéraire récompense celles et ceux qui jettent symboliquement des ponts « entre les civilisations de l'Est et de l'Ouest »[60]. La première édition a couronné deux hommes de paix pour l'ensemble de leur œuvre : Elie Barnavi et Elias Sanbar.

## Distinctions
- Médaille de l’Université de Genève[61] (2010)
- Commandeur de l'ordre des Arts et des Lettres[62] (23 octobre 2018)
- Médaille d'or de la Renaissance française (15 mai 2019)[63]